# 赫洛崖
赫洛崖（英語：Helo Cliffs），是南極洲的山崖，位於羅斯島，處於埃里伯斯火山北側，海拔高度約3,525米，以美國海岸防衛隊直昇機命名，現時由南極條約體系管理。